# Тырнене
Тырнене (болг. Търнене) — село Северно-Центральном регионе Болгарии. Находится в Плевенской области, входит в общину Плевен. Население составляет 1054 человек (на момент 15.06.2020).
Село находится на нижнедунайской равнине, на правом берегу притока Дуная — реке Вит, в 5 км (10 км — автодорогами) к западу от административного центра общины и области — города Плевен.

## Политическая ситуация
В местном кметстве Тырнене, в состав которого входит Тырнене, должность кмета (старосты) исполняет Венко Симеонов Найденов (коалиция партий: Демократы за сильную Болгарию (ДСБ), Болгарский земледельческий народный союз (БЗНС), Союз демократических сил (СДС), Демократическая партия (ДП), Национальное движение «Симеон Второй», Болгарская социал-демократическая партия (БСДП), болгарский демократический союз «Радикалы», объединение болгарских националистов «Единая Болгария» (ОБНЦБ)) по результатам выборов правления кметства.
Кмет (мэр) общины Плевен — Найден Маринов Зеленогорски (коалиция партий: Демократы за сильную Болгарию (ДСБ), Болгарский земледельческий народный союз (БЗНС), Союз демократических сил (СДС), Демократическая партия (ДП), Национальное движение «Симеон Второй», Болгарская социал-демократическая партия (БСДП), болгарский демократический союз «Радикалы», объединение болгарских националистов «Единая Болгария» (ОБНЦБ)) по результатам выборов 2007 года.